# Westerholt (Noordrijn-Westfalen)
Westerholt is een van de stadsdelen van de stad Herten in de Duitse deelstaat Noordrijn-Westfalen. Tot 1975 was het een zelfstandige gemeente.

## Geschiedenis
De oudste vermelding van de plaats stamt uit het jaar 799. Sinds de 14e eeuw resideerden de graven van Westerholt hier in het kasteel van het dorp. Het kasteel werd rond 1830  door nieuwbouw vervangen. De nazaten van de graven zijn na de Tweede Wereldoorlog naar een bijgebouw, het zgn. Vogelhaus, verhuisd. In 1993 werd het kasteel gerestaureerd en tot hotel-restaurant verbouwd.
Nabij het kasteel ontwikkelde zich het -deels ommuurde- dorp. De bewoners verwierven bepaalde privileges  en vrijheden van herendiensten, waaraan de benaming Alte Freiheit is ontleend. In de 17e en 18e eeuw leefden de inwoners van Westerholt van de huisnijverheid in de textielproductie. Enigen waren als Tödde actief, dat wil zeggen dat ze met hun textielproducten naar Nederland reisden, om ze als marskramer daar uit te venten.
In  1808 werd een deel van de Alte Freiheit door brand verwoest. De rij stenen huizen aan de Brandstraße herinnert daar nog aan. Een gedeelte van het oude centrum met de naam Alte Freiheit, bestaande uit ongeveer 60 schilderachtige vakwerkhuizen, zou tussen 1960 en 1970 plaats hebben moeten maken voor een modern stadscentrum met betonnen flatgebouwen. De bevolking protesteerde hier krachtig tegen, en de nieuwbouwplannen gingen niet door. Het oude gedeelte werd daarop, met subsidie van de gemeente Herten, liefdevol gerestaureerd.
De kolenmijn  Zeche Westerholt bestond van 1907 tot 2008. De mijn lag juist aan de andere kant van de gemeentegrens met Gelsenkirchen (stadsdeel Hassel). De komst van duizenden mijnwerkers zorgde in het begin van de 20e eeuw voor een metamorfose van de plaats, er werden grote mijnwerkerskolonies (nieuwbouwwijken) gebouwd.  Westerholt kreeg in 1936 het recht, zichzelf stad te noemen. In 1975 werd Westerholt bij de gemeente Herten gevoegd.

## Bezienswaardigheden

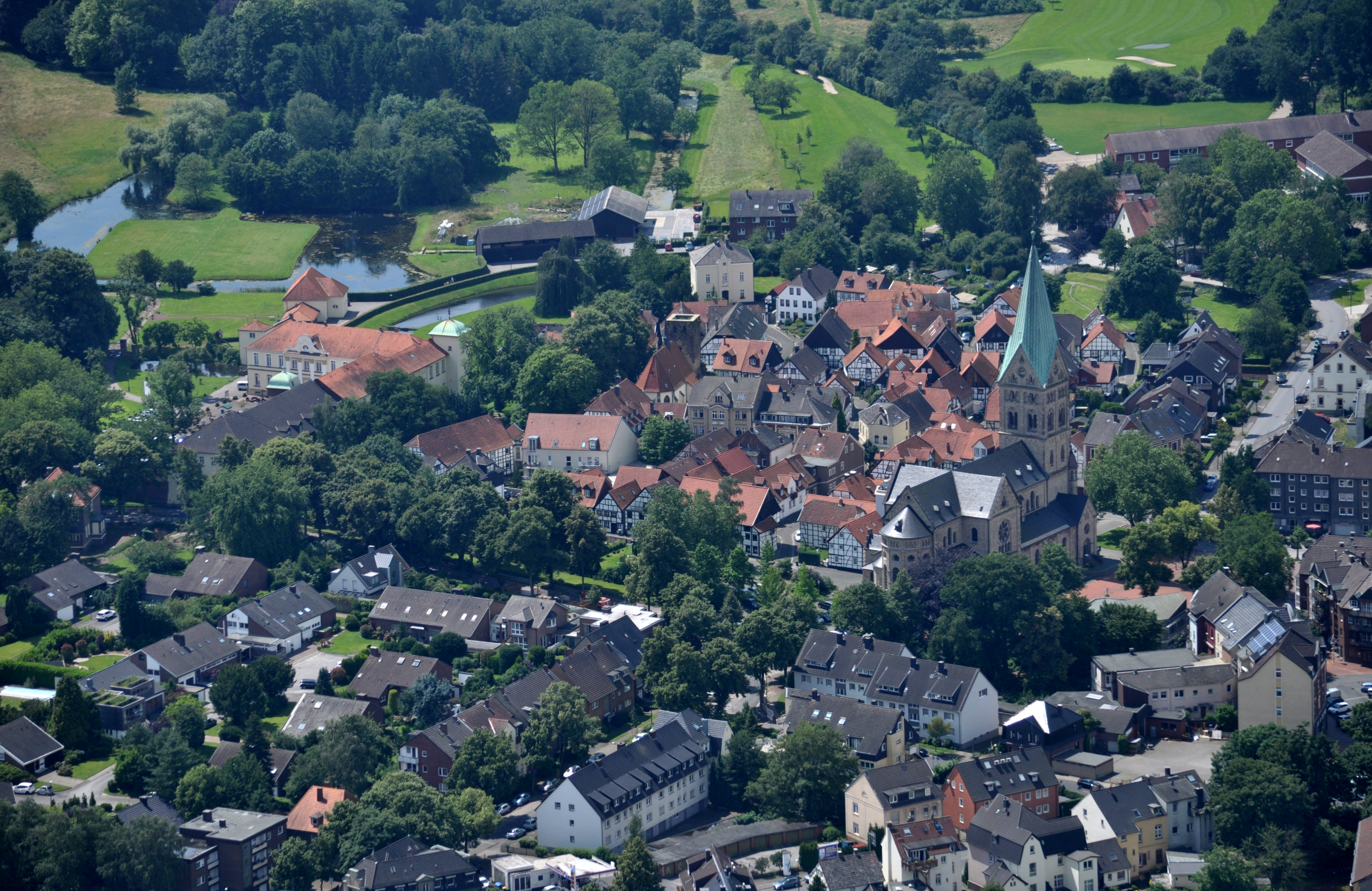
Westerholt. Links het kasteel, in het midden het oude dorp (Alte Freiheit) daaromheen de woonwijken voor de mijnwerkers
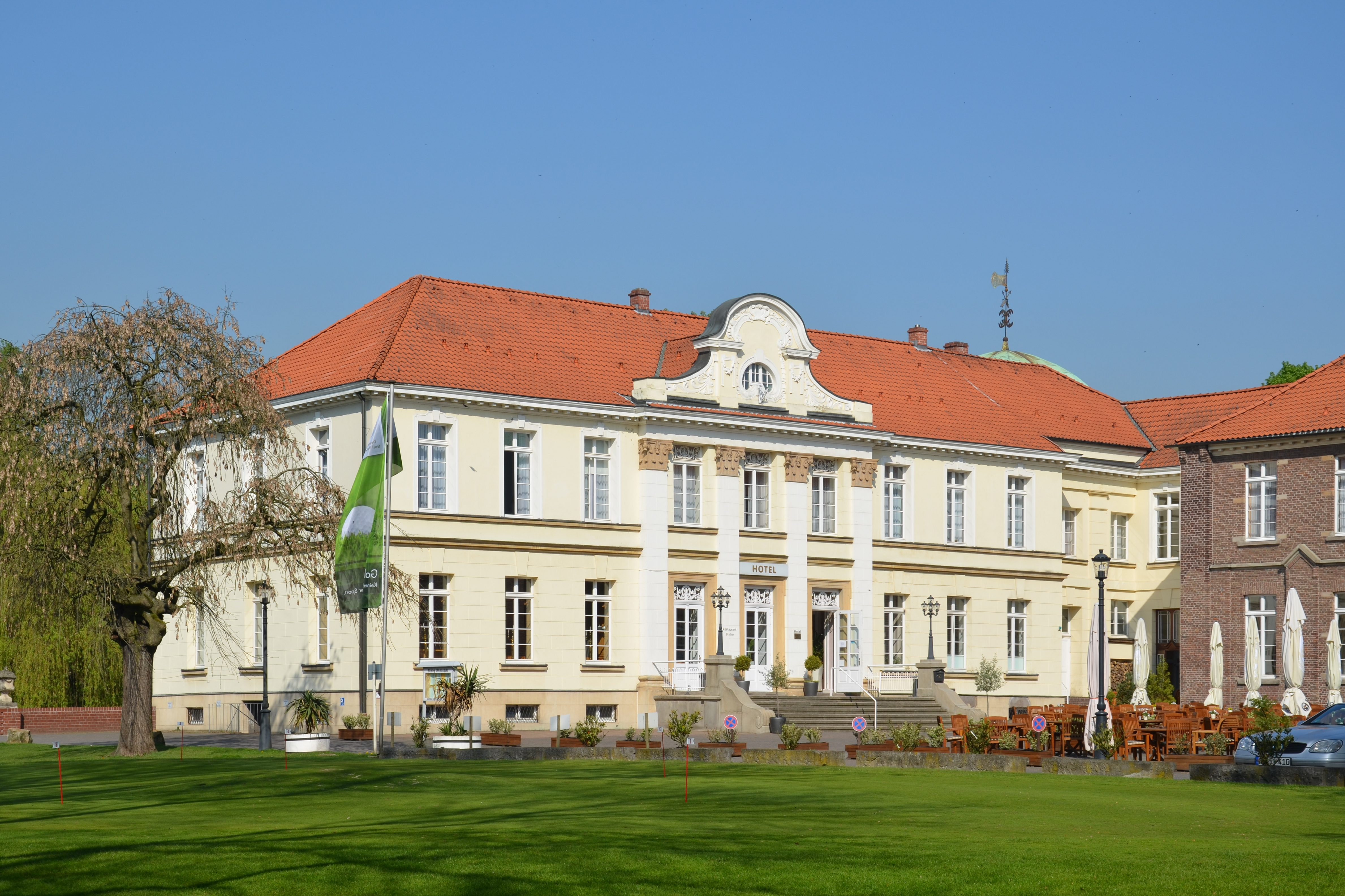
Hoofdgebouw Schloss Westerholt
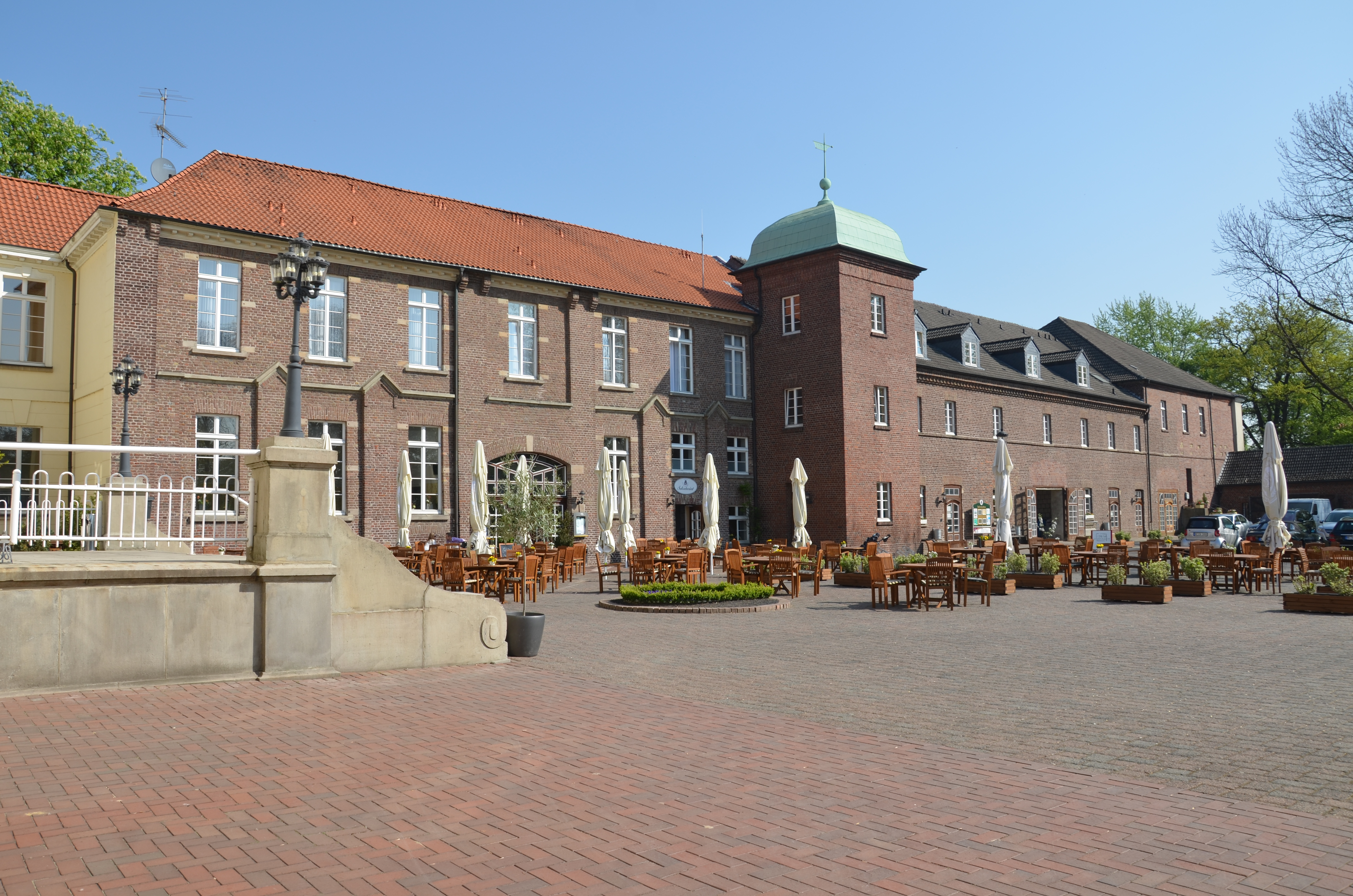
Voorburcht Schloss Westerholt (restaurant)
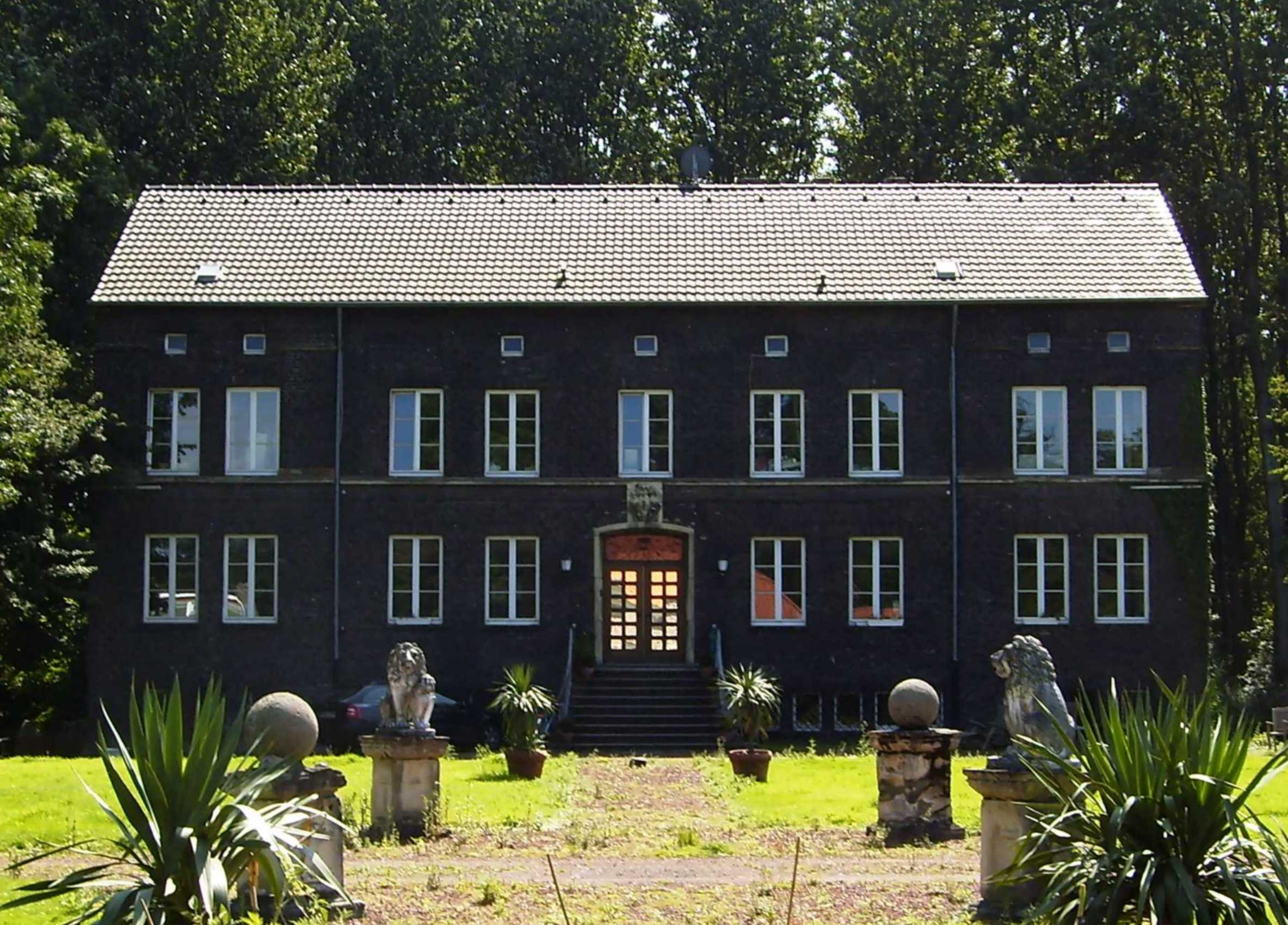
Het Vogelhaus
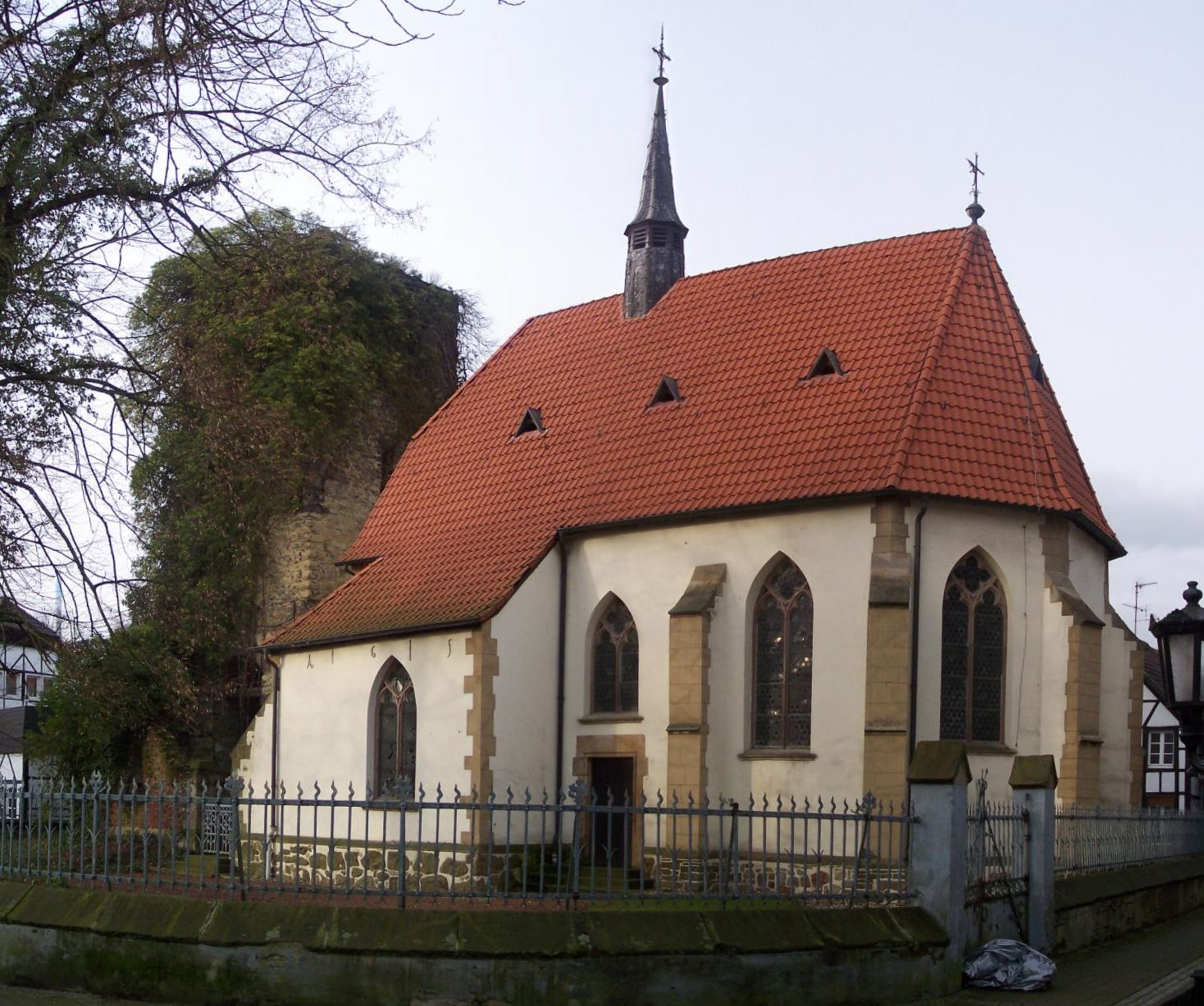
Slotkapel
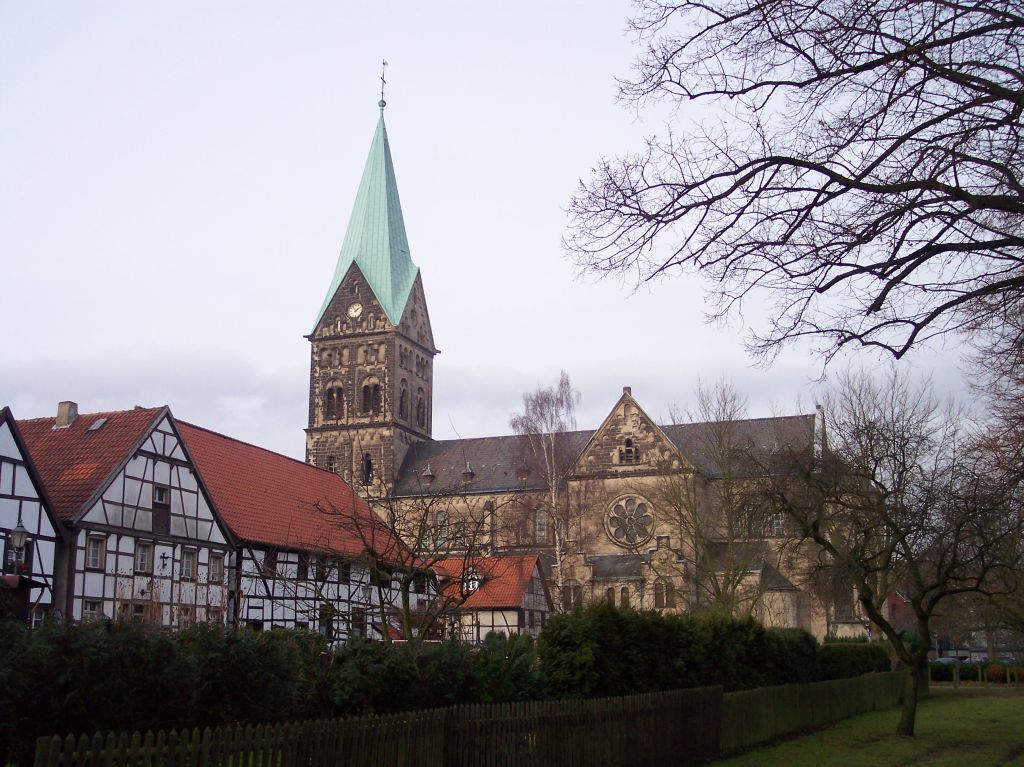
Gezicht op de „Alte Freiheit Westerholt“
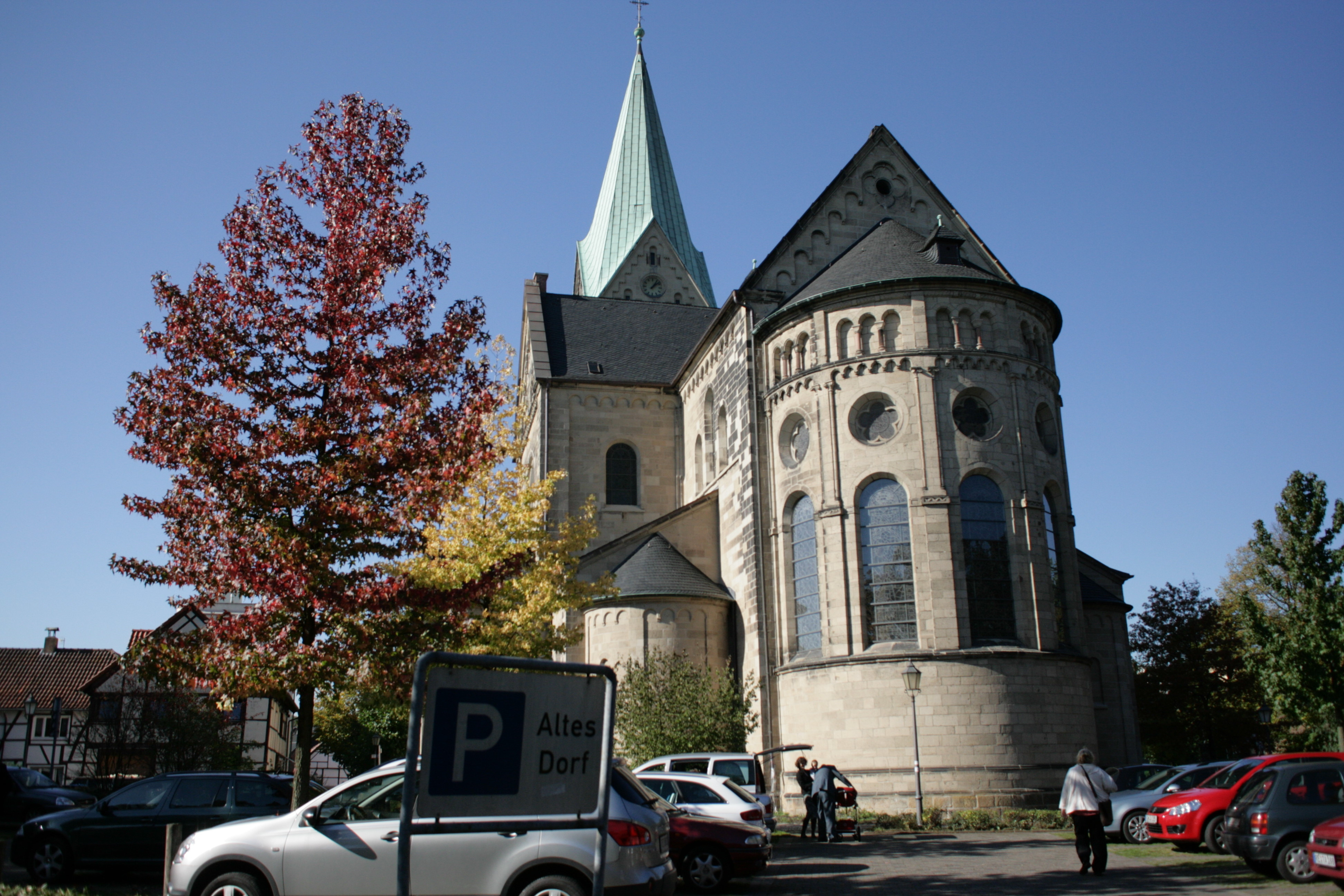
Nieuwe St. Martinuskerk
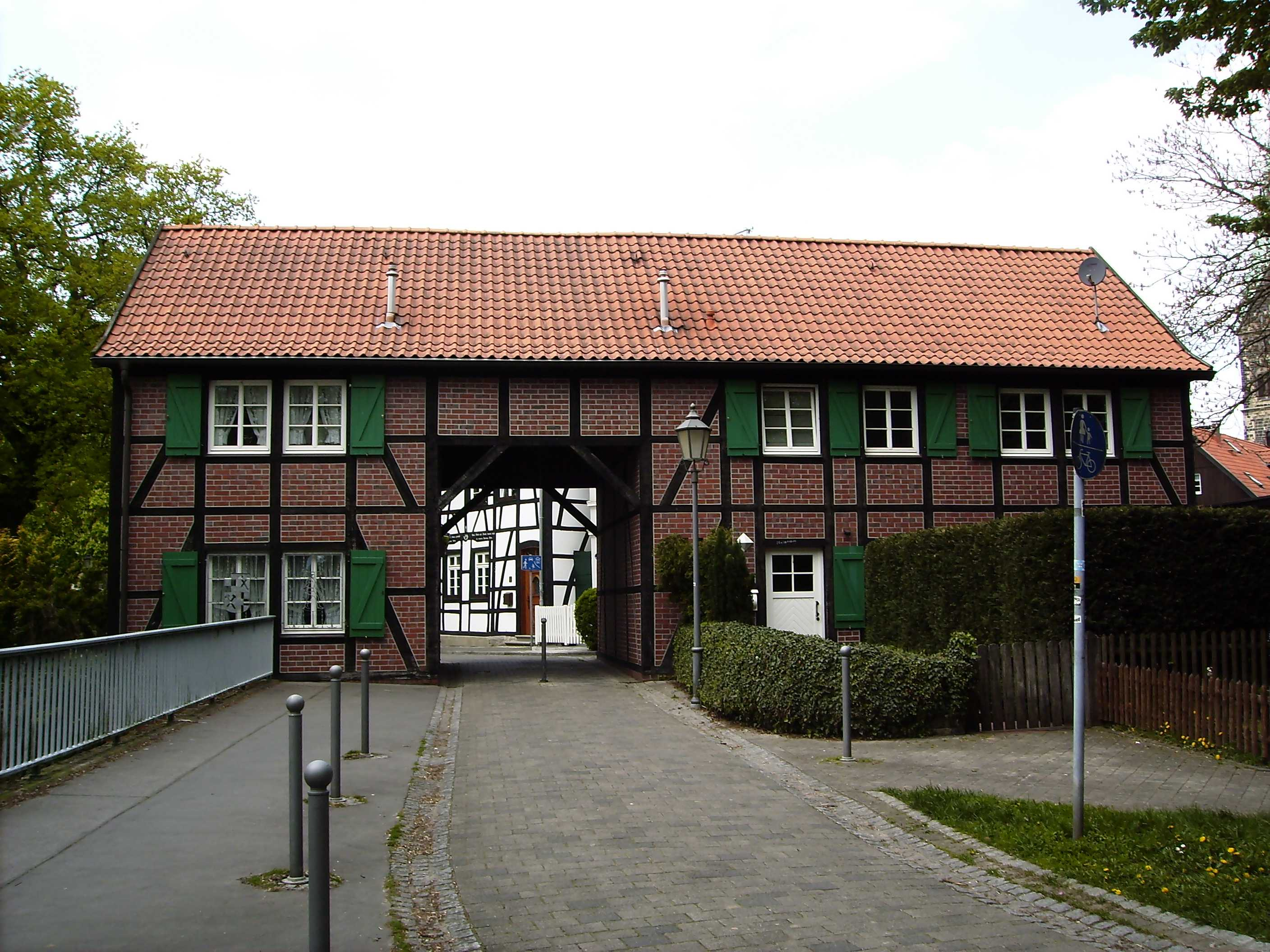
Molenpoort naar de Alte Freiheit
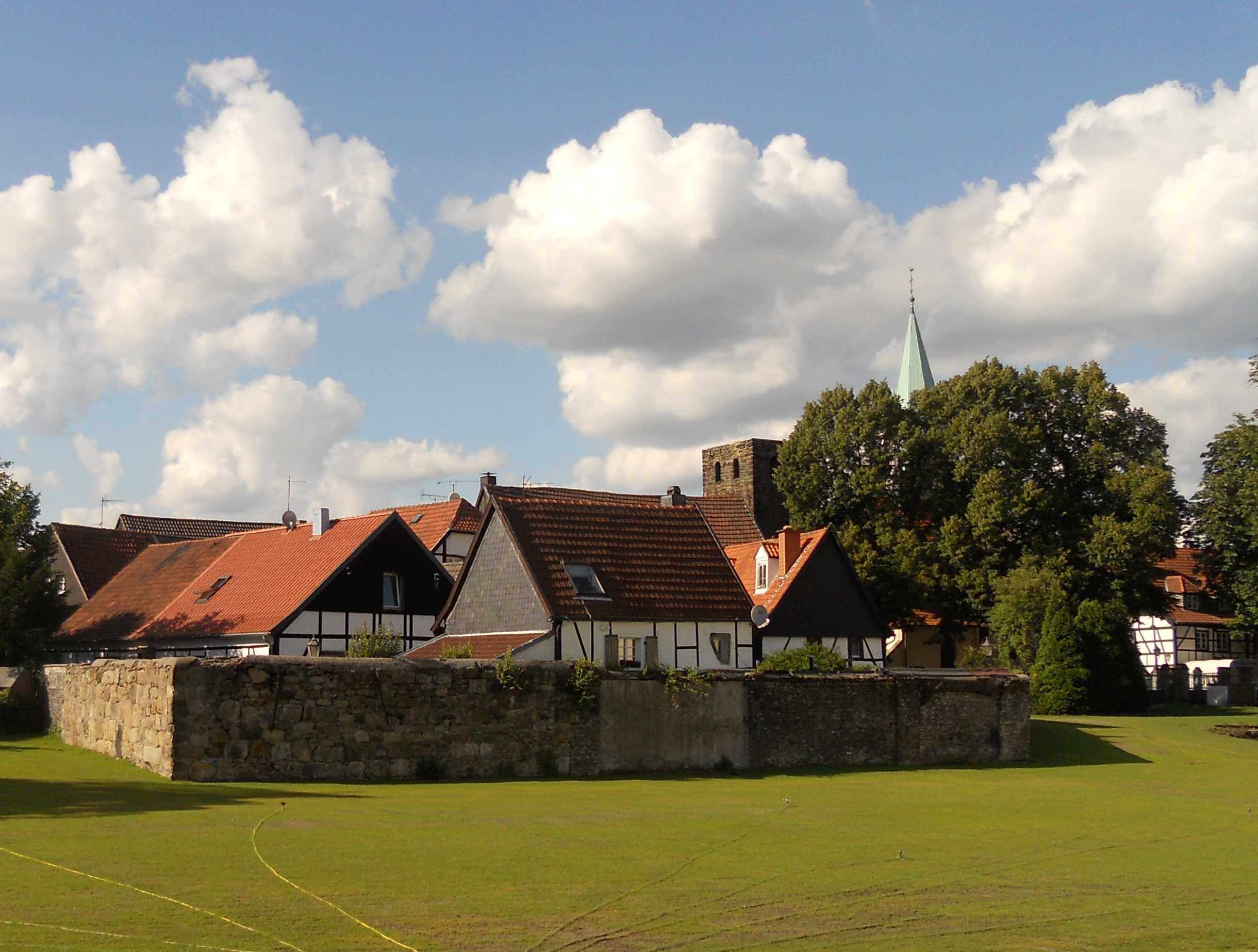
Gezicht vanuit het kasteel op de „Alte Freiheit Westerholt“
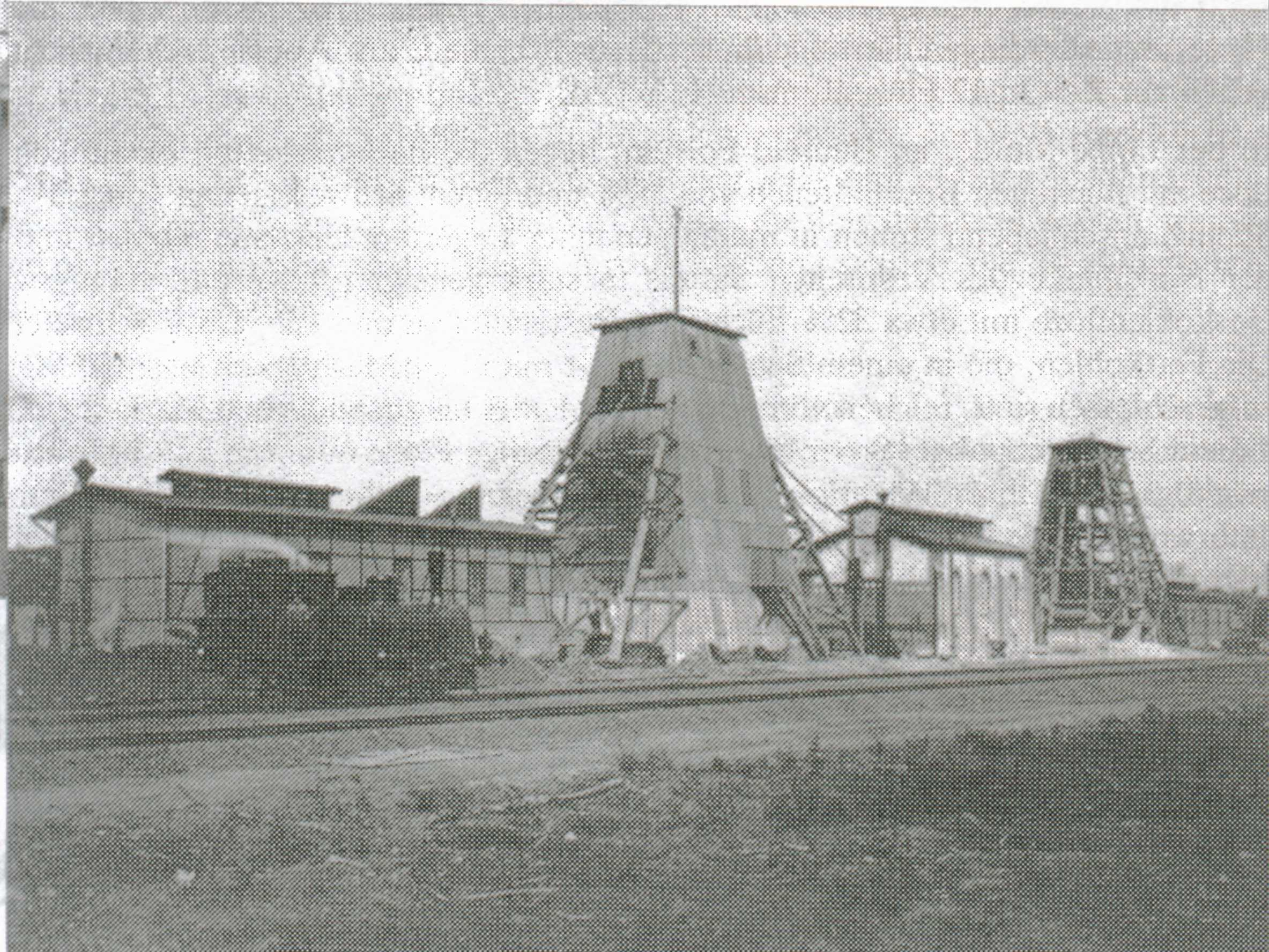
Kolenmijn Westerholt  1909/10

- Kasteel Westerholt (hotel-restaurant) met fraaie tuinen eromheen; aangrenzend is er een golfbaan met 18 holes.
- De schilderachtige dorpskern
- Het oude, in 1907 herbouwde, aan Sint Maarten gewijde kerkje, thans slotkapel, is een populaire trouwlocatie.
- De massieve "nieuwe" St. Martinuskerk (1903)

## Geboren
- Adolf Galland (1912-1996), gevechtspiloot en generaal